# 朱紳堯
肅憲王朱紳堯（1582年—1618年），明朝第八代肅王，懿王朱縉𤏳的庶第一子。母次妃陈氏。

## 生平
生于万历十年十月二十二日。万历十八年正月初九日封为肃世子。在萬曆十九年（1591年）六月十五日襲封肅王。他在位二十七年。萬曆四十六年（1618年）二月十四日朱紳堯去世，享年三十七岁。三年後(天啟元年，1621年)其子哀王朱識鋐就嗣位。
王妃张氏，系东城兵马指挥张得伦第二女，万历十三年六月初三日生。万历二十六年七月初二日册封为肃王妃。万历三十八年三月初四日薨逝。享年二十六岁。万历四十七年年八月初十日肃宪王与张妃合葬于永寿峰。生一子曰：朱識鋐。